# 南海仲裁案的國際反應

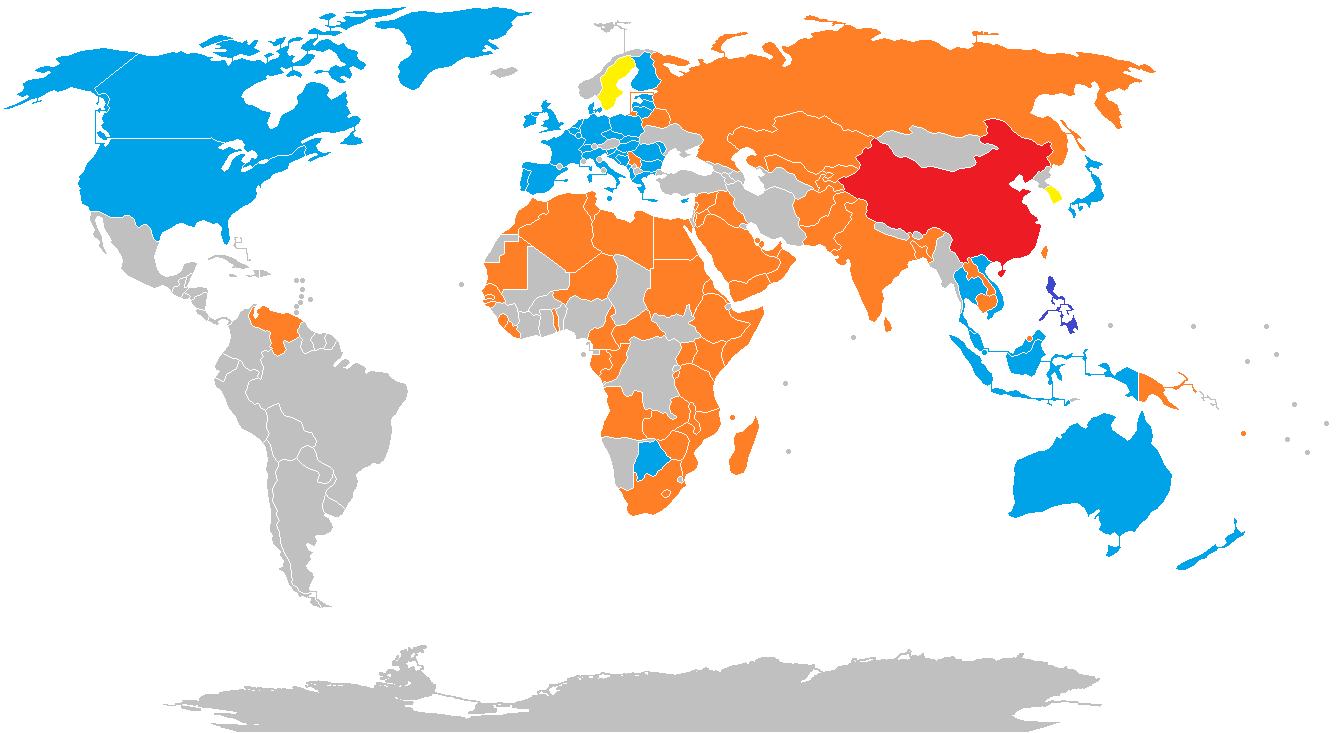
此图标示世界各国对于菲律宾控告中国案（南海仲裁案）的立场。
中华人民共和国
菲律宾共和国
支持对话解决南海问题
支持仲裁庭判决
保持中立或立场有争议
未表态

在南海仲裁案中，各国政府和一些国际组织对其或多或少地表达了看法，这涉及南中国海领土争端。这些国家和组织并不一定完全偏向某方，因为这关乎受争议地区的主权问题。

## 南海岛礁主权及海洋权益的声索方

### 中华民国
中华民国并没有被邀请参加仲裁案，台湾的大多数媒体对其评价甚低。菲律宾方面认为，台方控制的太平岛不是岛屿而是礁石。对此，中华民国前总统马英九对此予以反驳，认为菲律宾的看法完全错误。中华民国政府邀请仲裁庭5个仲裁员和菲律宾方面到太平岛鉴识。菲律宾拒绝了邀请。

### 越南
2014年12月11日，越南政府表达了看法，宣示对该案的支持。越南当局提出三点：支持菲律宾的诉求；拒绝承认中国方面单方面提出的“九段线”要求；要求仲裁庭也关注帕拉塞尔群岛（中国称其为西沙群岛）的主权问题。

### 其它
文莱也对该案表达了关切，并也对南中国海问题提交过自己的主张。2009年5月，马来西亚、越南，在国际海洋法法庭提出关于岛屿主权归属的诉讼，声称其拥有其相关的大陆架和专属经济区。中华人民共和国拒绝接受，声称其违反“九段线”，主張應該完全依據《南海各方行為宣言》。菲律宾质疑马来西亚的主张，指出其与北婆罗洲产生重叠。
印尼认为中国声索主权的“岛屿”大部分为礁石，不能长时间露在水面上，所以认为中国的主张是完全没有根据的。

## 非仲裁案当事国政府立场

### 支持仲裁庭仲裁
- 阿尔巴尼亚[10]
- [11][12]
- [13]
- 加拿大[14]
- 捷克[15]
- 法國[16]
- 德国[17][18]
- 印度尼西亞[12]
- 義大利[19]
- 日本[20][12]
- 列支敦斯登[10]
- 马来西亚[12]
- 摩尔多瓦[10]
- 蒙特內哥羅[10]
- 新西兰[21]
- 新加坡[12]
- 西班牙[22]
- 泰國[12]
- 英国[23][24]
- 美国[25]
- 越南[12]

### 支持对话谈判
- 安哥拉[26][27]
- 阿富汗[28]
- 阿尔及利亚[29]
- [30]
- 白俄羅斯[30]
- [31][32]
- [33]
- 柬埔寨[34][35][36]
- 喀麦隆[37]
- 中非[26]
- [38]
- 刚果共和国[39]
- 埃及[40]
- [41][42]
- 衣索比亞[43]
- 加彭[44]
- [45]
- [26]
- 印度[46][47]
- [30][48]
- [49]
- [50]
- [31][32]
- 黎巴嫩[29]
- 賴索托[51]
- 利比里亚[26][52]
- 利比亞[53]
- 马拉维[54]
- 马达加斯加[26][55]
- 毛里塔尼亚[44]
- 莫桑比克[33]
- 尼日尔[56]
- 巴基斯坦[57]
- 巴勒斯坦[51]
- [58]
- 波蘭
- [29]
- 俄羅斯[59]
- 沙烏地阿拉伯[29]
- 塞爾維亞[60]
- [61]
- 斯洛維尼亞[24]
- 南非[62]
- 斯里蘭卡[63]
- 苏丹[29][64]
- 瑞典[65][66]
- [67]
- 坦桑尼亚[41][42]
- 中華民國[68]
- 多哥[69]
- 乌干达[70]
- [71]
- 委內瑞拉[44]
- 葉門[29][72]
- 尚比亞[73]
- 辛巴威[74]

### 摘要
2015年8月，印度外交國務部長V·K·辛格告诉记者，类似的领土争端应该通过和平手段解决，类似于印度和孟加拉国之间的领海争端通过《联合国海洋法》解决，呼吁各方应在《南海共同行为宣言》的基础下进行解决。2015年10月，印度外交部长苏诗马·斯瓦拉吉在一份联合声明中表示，印度支持和平解决争端。和平手段应根据国际法原则，包括《联合国海洋法》。2016年4月，苏诗马·斯瓦拉吉在一份与中国、俄罗斯共同发表的一份公报中称，其支持在国际法基础上，根据海洋法公约，所有相关的争端应通过有关各方之间的谈判和协议解决。这表明出印度支持中国和俄罗斯的信号。
2016年4月13日，中国外交部部长王毅和斐济外交部部长伊诺凯·昆布安博拉共同发表了一个联合新闻稿。中国政府该新闻稿称斐济支持中国的主张，两国同意就双方的主权和海洋权益致力于通过和平手段解决让国际法公约得到尊重。次日，斐济方面称斐济政府并没有支持过中国的主张。2016年5月，中国外交部发言人华春莹声称，其为对中国立场表达支持的40个国家里的其中一个。2016年6月，有报道称有60个国家支持中国的主张和立场。中国方面强调，七八个国家代表不了国际社会。
韩国对该纠纷一直保持着沉默，一般认为其持中立态度。2015年东亚峰会期间，韩国总统朴槿惠表示，南中国海争端的有关各方应遵守《南海共同行为宣言》并依据国际法解决。“韩国一直强调争端必须根据国际协议和行为准则和平解决”“中国必须保证航行自由和飞行的权利”。
马来西亚、新加坡和泰国派出了观察员参加诉讼过程。
波斯尼亚和黑塞哥维那以及波兰拒绝支持任何主张。

## 区域集团
非洲联盟的一位副主席支持中国的立场。
阿拉伯国家联盟秘书长纳比勒·阿拉比说，阿拉伯国家支持中国维护国家主权和领土完整的立场。然而，阿拉伯国家联盟还强调，主权国家的解决方法和联合国海洋法公约的签署国一样，应得到尊重。
欧洲联盟鼓励争端的各方能通过对话和合作寻求和平解决，并要依照国际法，尤其是涉及到联合国公约海洋法时。欧盟外事发表声明称“欧盟期盼的是一个在国际法的原则下——特别是在联合国海洋法公约原则下的建立海洋秩序”。欧盟还强调“中国应当尊重裁决结果”。
捷克陆军将军切赫·帕维尔说，北约尊崇“以规则为基础的国际体系”，并以此来解决国际争端。他补充说，“中国是一个签署了《海洋法公约》的国家，中国应该尊重规则。”，北约支持双方进行以政治和外交为基础的谈判，用“以规则为基础的国际体系”以及“和平的方式”解决“不和谐”。
上海合作组织秘书长拉希德·奥利莫夫明确声明“所有上海合作组织成员国支持中国为维护南海的和平与稳定进行努力。”该声明称与之有直接关系的国家应通过谈判和协商解决符合所有双边条约，在南海各方行为宣言谈判协商解决。声明还敦促所有人尊重“主权国家自行解决纠纷的方式”的权利，坚决反对外界介入到中国南海问题以及对争端国际化的尝试。

## 学者分析

### 中国声称的“九段线”
- 中国南海研究院高级研究员吴士存认为，中国对九段线内的领土主权声明早于海洋法公约半个世纪，根据国际法不溯过往的基本原则来看，现有国际法不能规定过去的事实存在[93]。
- 维多利亚大学法学部教授特德·麦克多曼认为，历史性水域不受海洋法公约规管。国际法院在1982年对突尼斯和利比亚领海争议的判决中显示，「歷史性權利」由國際習慣法规定，海洋法公约没有约束性[94]。
- 国家安全法中心和海洋法与政策中心主任约翰·诺顿·摩尔说，中国的“九段线”声明是非法的，在现有海洋法中明禁此举。[95]他还认为，九段线实际上不利于中国的整体利益。他说：“如果全世界各国都效仿中国设立九段线这种做法宣称领土主权，那么这将损害中国在世界各地的利益。”[96]

### 菲律宾的声索
- 中央兰开夏大学哈里斯国际法终身讲席教授邹克渊在他出版的新书中称，中国在南沙群岛（斯普拉特利群岛）的专属经济区权利被菲律宾刻意忽略，而控制方实际控制的陆地拥有其周围的海事管辖权。案件对专属经济区的判决含有水分，菲律宾以此获得其“微弱”的国际支援。[97]
- 国立臺灣師範大學政治學研究所教授王冠雄认为，菲律宾的申诉书本身“可疑”。菲律宾在破坏该地区的稳定局势。[98]

### 判决结果
- 国际法院前法官阿卜杜勒·科罗马（英语：Abdul Koroma）指出，中国拒绝仲裁是正确的[99]。
- 德拉萨大学（英语：De La Salle University）政治学助理教授，过去是菲律宾众议院政策顾问（2009- 2015年）的理查德·贾瓦德·海达里安说，中国的最终目的是获得对邻近海域的实际控制权。唯一的问题是：它能否以及如何实现这一目标。并且他认为，国际仲裁庭没有实际力量让中国接受仲裁结果[100]。